# Adhemarius ypsilon
Adhemarius ypsilon is een vlinder uit de familie van de pijlstaarten (Sphingidae). De wetenschappelijke naam van de soort werd in 1903 gepubliceerd door Lionel Walter Rothschild & Heinrich Ernst Karl Jordan.

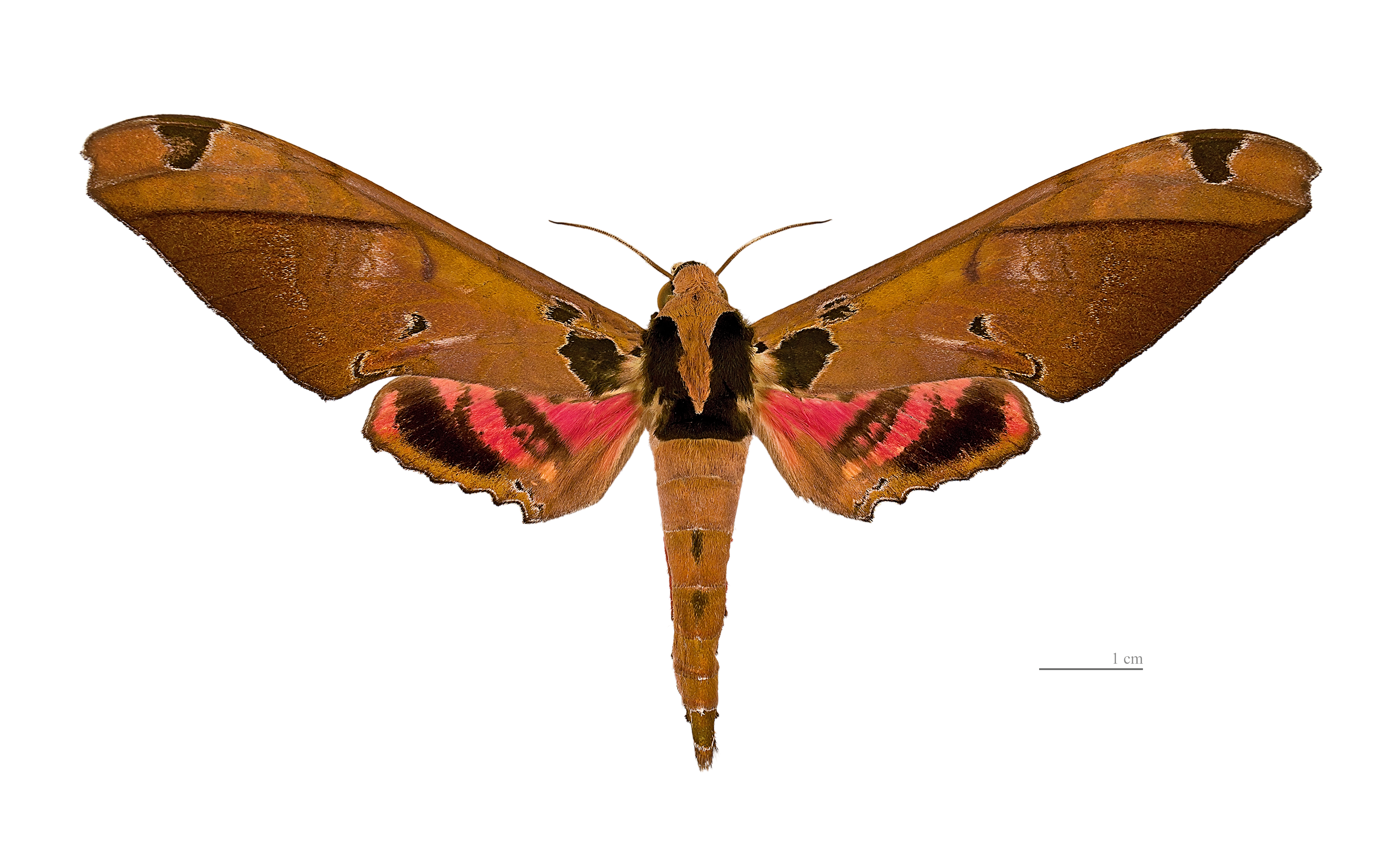
♂ - rugzijde
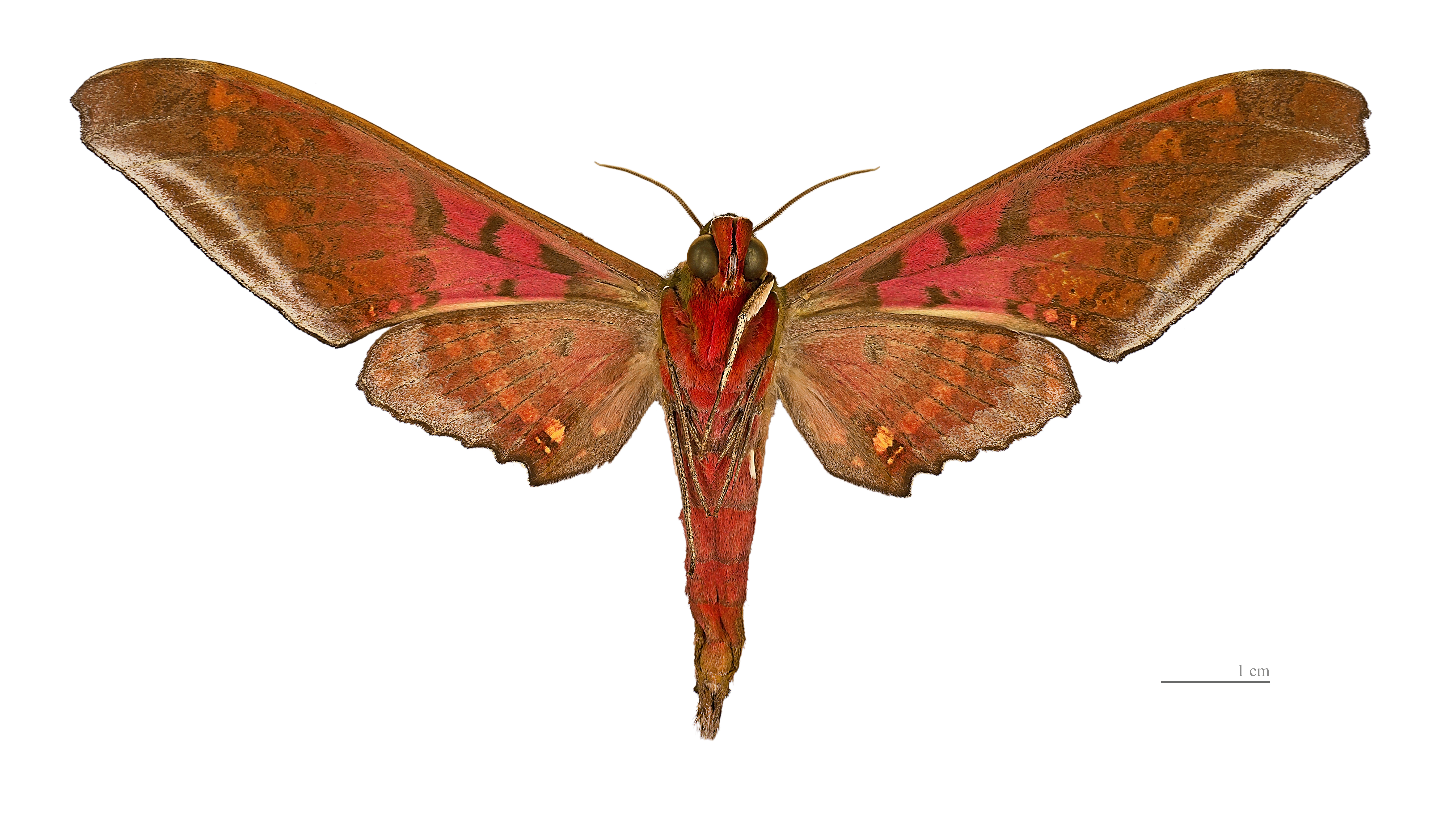
♂ - buikzijde
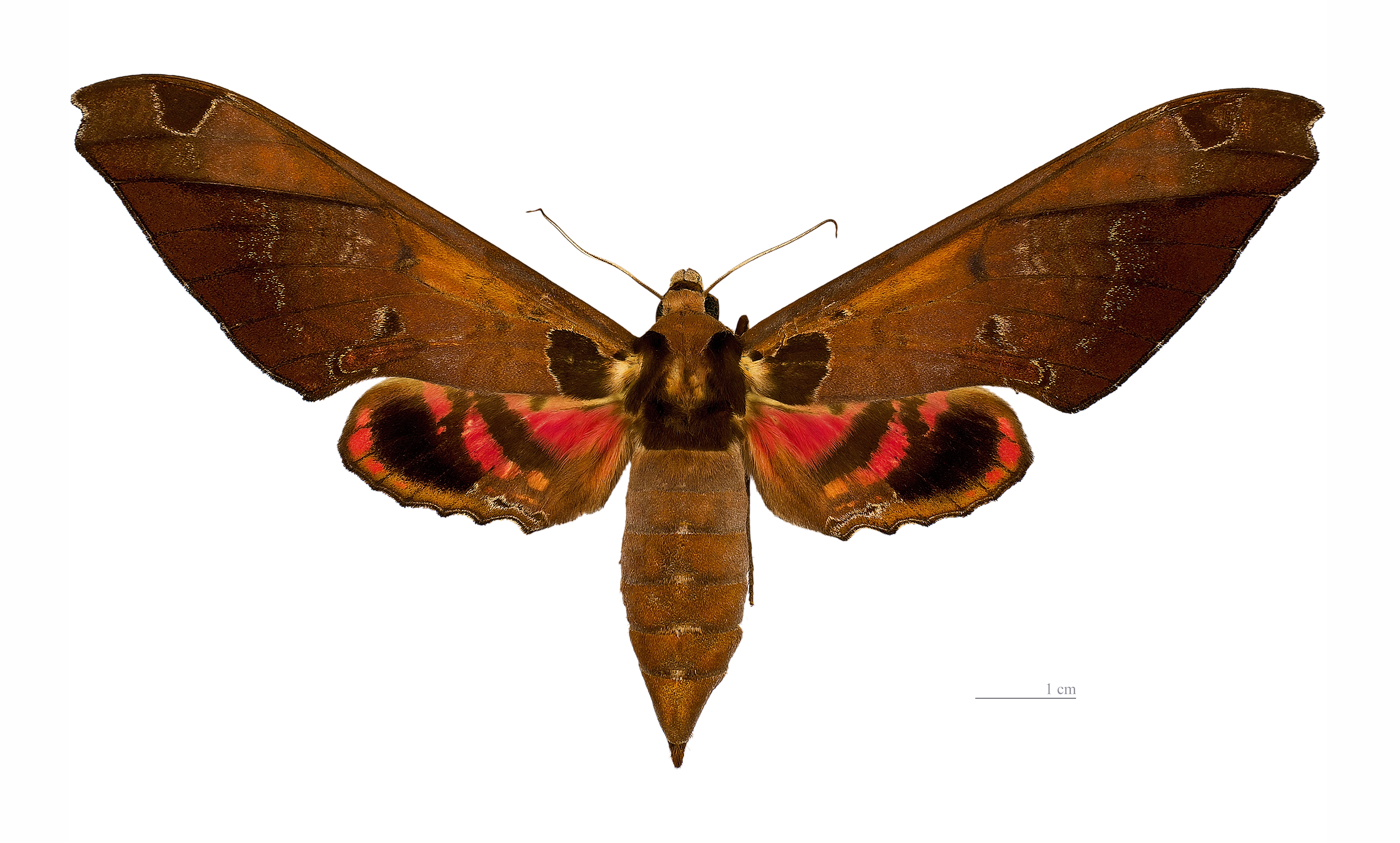
♀ - rugzijde
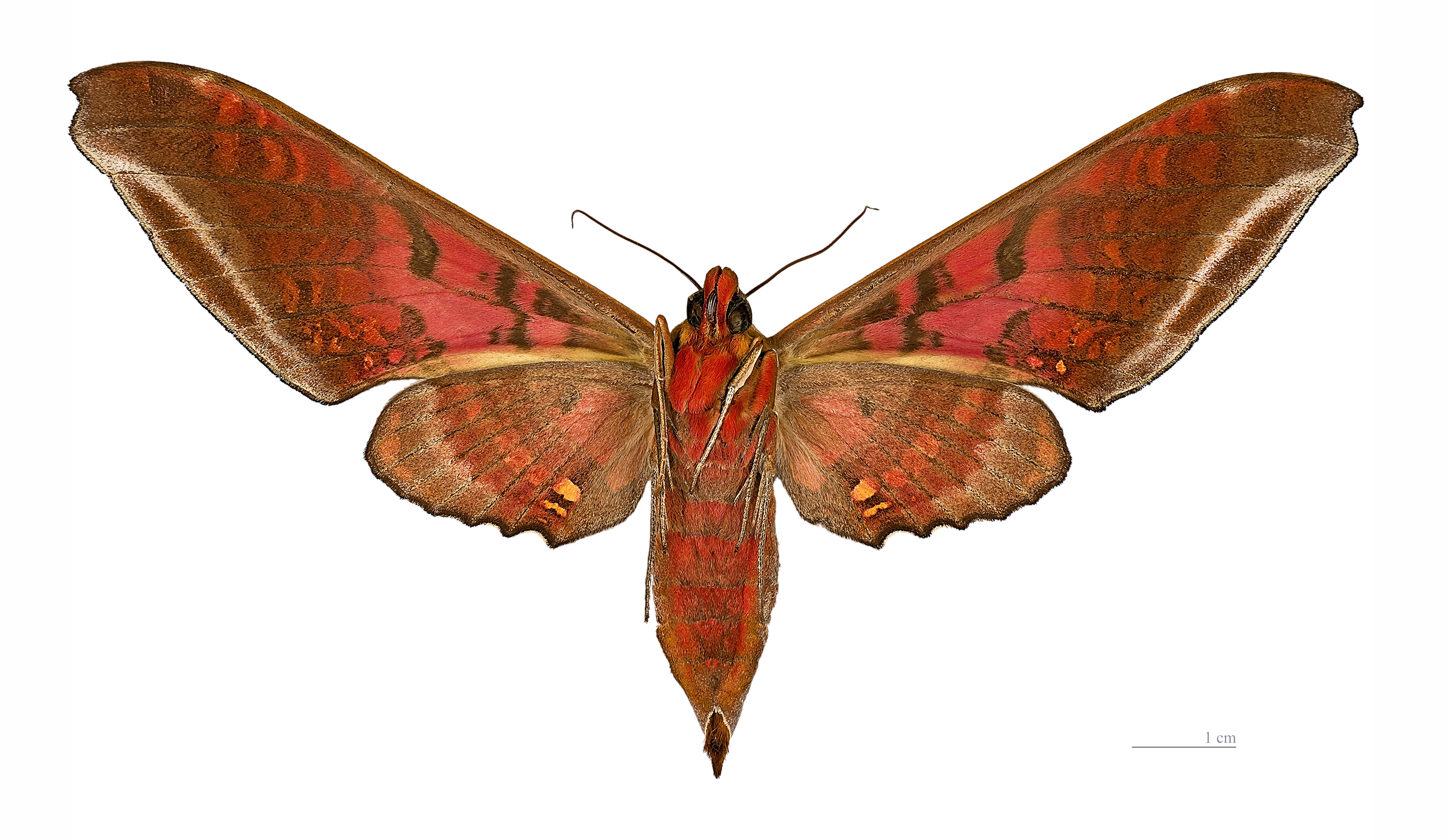
♀ - buikzijde